# 李经方
李经方（1855年—1934年9月28日），字伯行，号端甫，清末民初官員、企業家，安徽合肥县磨店（今属肥东县）人，李鴻章養子，著有《李袭侯遗集》、《安徽全省铁路图说》等。
本為李鴻章侄子，後過繼鸿章，長期任李鴻章祕書翻譯等職，臺灣割讓時，曾任「割臺專使」，由於怕被憤慨的臺灣人刺殺，在基隆外海與日本官員辦理交割。後任駐英大使、邮传部左侍郎、邮政总局局长等官，中華民國建國後，棄政事轉而經營實業。岳父张集馨。

## 生平
李经方原為李鴻章六弟李昭慶之子。同治元年（1862年），李鴻章年過四十仍膝下無子，故李昭慶將李经方過繼給李鸿章，李鸿章稱之為“大兒”。
光緒三年（1877年），李經方與大弟李經述在天津直隸總督衙門讀書，以洪汝奎為師。光緒十六年（1890年），任驻日本公使。光緒二十年 ( 1894年 )，中日黃海海戰 (大東溝海戰) 爆發，李經方返國。
次年光緒二十一年（1895年），经方隨鴻章赴日本山口縣赤馬關議和，代表清政府签订《马关条约》，為「交割臺灣全權大臣」（「割臺專使」）。6月1日16時李經方乘德國輪船公義號抵臺。6月2日偕同翻譯盧永銘、陶大均在基隆三貂角外海，與日本政府派任第一任臺灣總督樺山資紀海軍大將簽署《交接臺灣文據》。文件規定：“‘臺灣全島、澎湖列島之各海口及各府縣所有堡壘、軍器工廠及屬公物件’，全部交給日本。”李經方選在基隆外海的日本軍艦上辦理交割主權，避開怨民，樺山曾問經方「為何不上岸簽署」，經方表示「臺灣人非常憤慨，怕被暗殺」。
光緒三十一年（1905年），任清廷商约大臣。兩年後光緒三十三年（1907年），出任使英大臣。宣統三年（1911年）调任邮传部左侍郎，在与洋人极力争取后，由李经方兼任中国第一任邮政总局局长。
宣統退位後，转向实业，1933年立下遺囑，明定遺產分配方案，在合肥、巢縣、六安、霍山都有大量房地產，1934年去世。

## 影視作品
- 《賽德克巴萊》：2011年電影，由湯湘竹飾演。

### 脚注
1. 1 2 3 4  清人室名別稱字號索引 ,下冊 ,1028
2. ↑  百年家族-李鴻章 ,212
3. ↑  清實錄：德宗景皇帝實錄 ,287卷 ,828-1
4. 1 2  清實錄：德宗景皇帝實錄 ,287卷 ,828-1
5. ↑  清實錄：德宗景皇帝實錄 ,298卷 ,950-2
6. 1 2  清史稿校註 ,2冊24卷 ,968
7. ↑  清實錄：德宗景皇帝實錄 ,488卷 ,450-1
8. ↑  清實錄：德宗景皇帝實錄 ,498卷 ,583-2
9. 1 2  清史稿校註 ,2冊24卷 ,1007
10. 1 2  清史稿校註 ,10冊219卷 ,7609-7612
11. 1 2  清史稿校註 ,8冊203卷 ,6241
12. ↑  . www.peoplenews.tw.   [2019-03-02]. （原始内容存档于2019-03-02） （中文（臺灣））.
13. ↑  . archives.ith.sinica.edu.tw.   [2019-03-02]. （原始内容存档于2019-03-02）.
14. ↑  清·思痛子，《台海恩慟錄》（卷1）：“越四日，李經芳偕倭頭來台交割，停輪滬尾口外；海關稅司馳書來告，陳季同與李有舊，急寓書勸勿登岸。李亦恐台民之怒己也。”
15. ↑  《清史稿·列傳二百三十九》

| 官衔          | 官衔                              | 官衔          |
| ------------- | --------------------------------- | ------------- |
| 前任： 黎庶昌 | 出使日本国钦差大臣 1890年－1891年 | 繼任： 汪鳳藻 |
| 前任： 汪鳳藻 | 出使日本国钦差大臣 1892年         | 繼任： 汪鳳藻 |